# Merkén

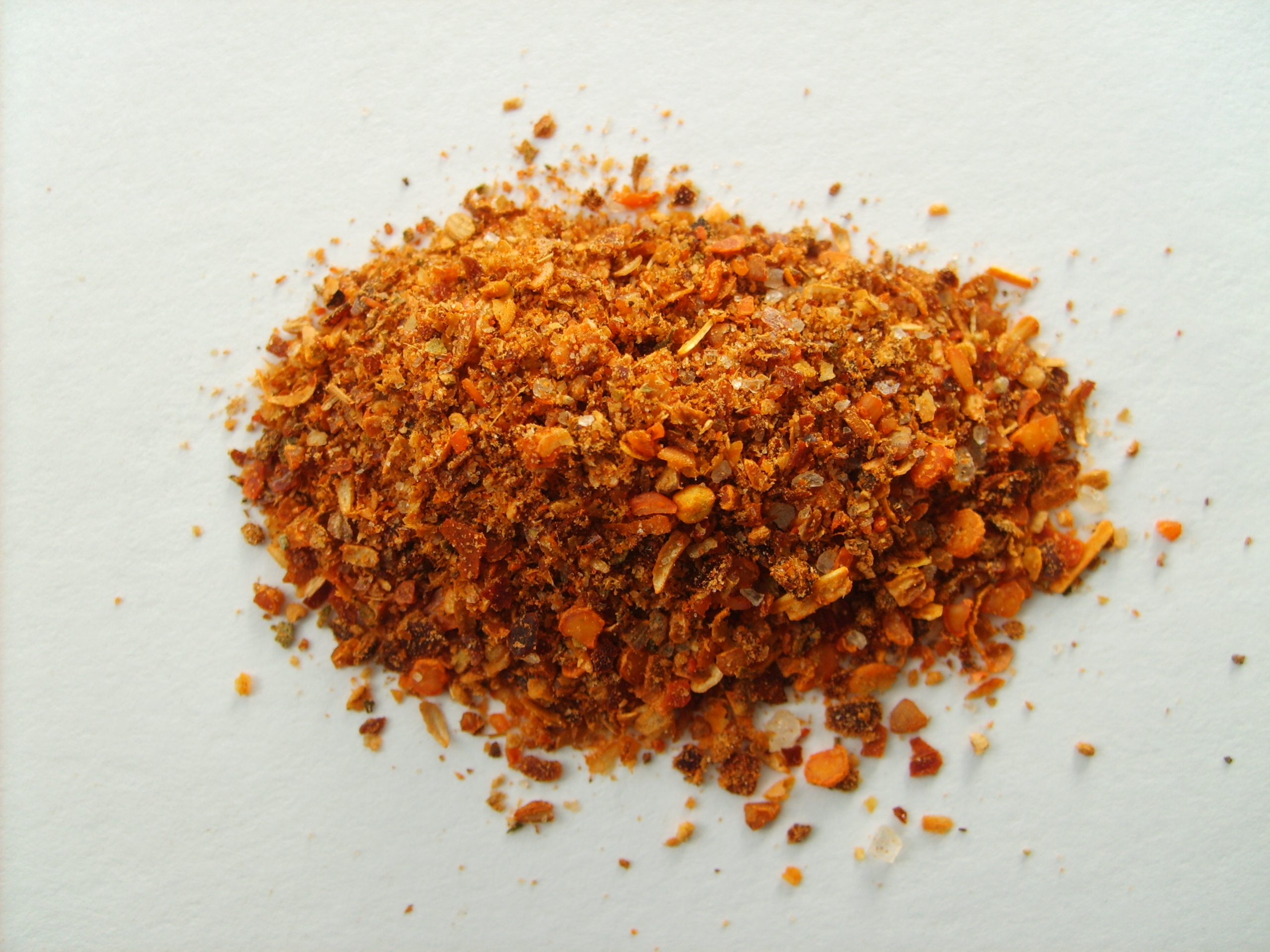
Merkén molt

El merkén o merquén (del mapudungun medkeñ o merkeñ) és un condiment a base de pebrot (o chili, anomenat localment ají) fumat sovint barrejat amb altres ingredients, quan es troba molt. És un element tradicional de la cuina maputxe a Xile i a altres regions dels Andes.

## Ingredients

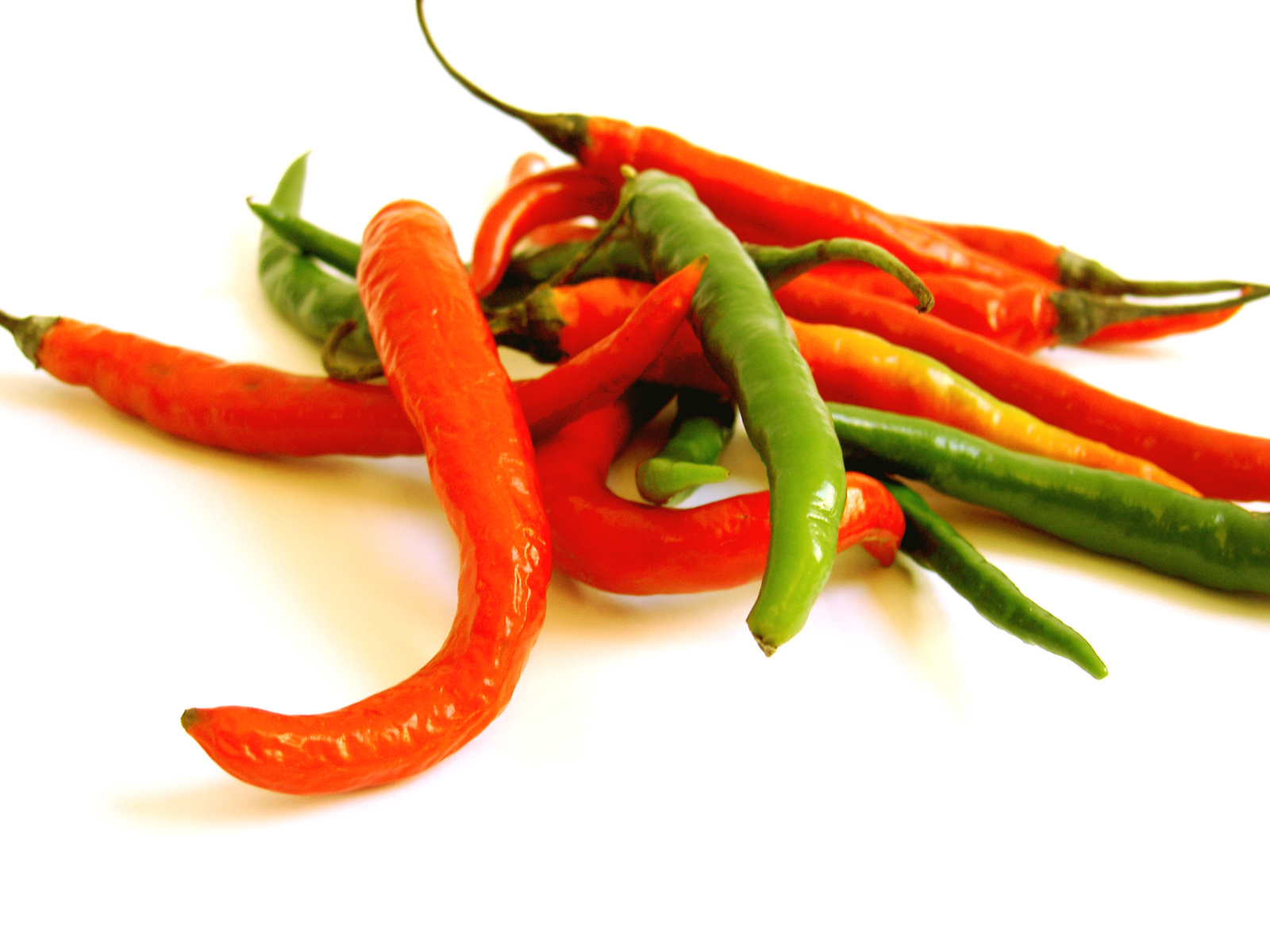
Pebrots cacho de cabra (Capsicum Annuum var.), utilitzats per a la preparació del Merkén

L'ingredient de base del merkén és el pebrot de la varietat cacho de cabra (és a dir « banya de cabra » ; Capsicum Annuum var. Lungum) arribat a maturitat: el pebrot vermell és assecat, després fumat i fet pols i de vegades barrejat amb llavors de coriandre (Eryngium foetidum) torrades i sal.
El procediment tradicional de fabricació és lent perquè cal collir els pebrots verds i en acabat deixar-los madurar fins a prendre un color vermell intens. Els pebrots un cop assecats naturalment al sol, són fumats amb foc de llenya. Després es pengen per a acabar d'assecar-se abans de ser molts. Una vegada polvoritzats o fets en fins flocs els pebrots sovint es barregen amb sal i llavors de coriandre torrades i moltes. Al mercat, el merkén compost únicament de pebrots i de sal s'anomena merkén natural mentre que aquell que conté llavors de coriandre és conegut com a merkén especial. Aquest darrer es compon d'aproximadament un 70 % de pebrina, un 20 % de sal i un 10 % de llavors de coriandre

## Ús culinari
El merkén té per origen la cuina dels maputxes de la regió d'Araucania al Xile, però és igualment estès a la cuina xilena en substitució del pebrot fresc. De principis del segle XXI ençà el merkén ha començat a despertar l'interès dels caps de cuina professionals i a fer-se un lloc en el mercat internacional.
El merkén és habitualment utilitzat :
- com a condiment general per a amanir plats tals com les llentilles, les patates i les verdures saltades
- com a espècie «per a fregar» sobre peixos o carns (tonyina, xai, porc, o ànec).
- com a condiment per a coure marisc com el cranc.
- en els guisats, les torrades salades i els purés
- en els ceviches.
- en la fabricació dels formatges amb llet de vaca o de cabra
- amb els cacauets i les olives salades.